# Kacio Łangpo
Drugi Szamarpa Kacio Łangpo (ang. Khachö Wangpo) (1350 – 1405) – nauczyciel szkoły Karma Kagyu buddyzmu tybetańskiego, rozpoznany przez IV Karmapę jako druga inkarnacja Khaydrup Dragpa Senge, pierwszego Szamarpy.
Urodził się w Chema-lung Namshung, w północnym Tybecie w roku Tygrysa. Już za młodu doświadczył wielu spontanicznych wizji. W wieku siedmiu lat spotkał IV Karmapę Rolpe Dordże, przed którym złożył ślubowanie bodhisattwy. Otrzymał od niego również przekaz Diamentowej Drogi, Mahamudry, Sześciu Jog Naropy oraz ustny przekaz Linii Kagyu. Studiował także sutry i tantry z wieloma wielkimi mistrzami Kagyu i Ningma.
IV Karmapa przekazał na jego ręce ceremonię rubinowej Czerwonej Korony, a po jego śmierci Kacio Łangpo został dzierżawcą linii i kontynuował jej aktywność aż do intronizowania V Karmapy.
Kacio Łangpo był jednym z pierwszych nauczycieli, który utrwalił niektóre ze swoich kluczowych nauk na papierze. Wszystkie jego prace zamknęły się łącznie w 8 woluminach. 
Odszedł w wieku 56 lat, według tybetańskiej astrologii w roku Drewnianego Koguta, czemu towarzyszyło wiele znaków duchowej realizacji.
Spośród wielu uczniów, najważniejszym okazał się Sokwon Rikpe Raldri, który w późniejszym czasie stał się głównym nauczycielem VI Karmapy Thongwa Dhonden. Przekazał również wszystkie nauki Kagyu V Karmapie Deszin Szengpa.